# Procureur général du Québec c. Blaikie et autres (1981)
Procureur général du Québec c. Blaikie et autres, aussi connu sous le nom d’« arrêt Blaikie II », est un jugement important rendu par la Cour suprême du Canada en 1981 qui précise les obligations en matière de bilinguisme imposées au Québec en vertu de l’article 133 de l’Acte de l’Amérique du Nord britannique (A.A.N.B.), aujourd’hui devenu la Loi constitutionnelle de 1867. Cet arrêt rend obligatoire l’adoption en français et en anglais des règles de pratique des tribunaux et des règlements adoptés ou approuvés par le gouvernement, mais n’en fait pas autant pour les règlements municipaux ou scolaires.

## Contexte
Proc. Gén. du Québec c. Blaikie et autres (arrêt Blaikie I) a déclaré les articles 7 à 13 de la Charte de la langue française contraires à l’article 133 de l’A.A.N.B., rendant ainsi obligatoire l’adoption des lois et des règlements québécois en anglais et en français. Cet arrêt Blaikie I rendu par la Cour suprême du Canada en 1979 ne précisant toutefois pas à quels règlements exactement cette obligation s’applique, un arrêt Blaikie II a été rendu par cette même cour en 1981 pour apporter cette précision.

## Faits
À la suite de l’arrêt Blaikie I, le procureur général du Québec demande à la Cour suprême du Canada une nouvelle audition afin d’obtenir une déclaration sur la portée de l’article 133 de l’A.A.N.B. eu égard à la législation déléguée (les règlements) .

## Positions des parties
Le procureur général du Québec n’admet pas que les règlements adoptés par le gouvernement pour modifier des règlements d’un organisme subordonné soient soumis à l’article 133 de l’A.A.N.B. Il prétend que les règlements des organismes scolaires et municipaux n’y sont pas soumis non plu. De plus, il plaide que les autres règlements (ceux de l’Administration et des organismes parapublics visés par la Charte de la langue française autres que ceux du gouvernement, des organismes municipaux ou scolaires ou des tribunaux) ne sont pas visés par cet article 133 non plus. Mais il admet que les mesures législatives émanant du gouvernement le sont.
Les avocats des intimés Blaikie, Durand et Goldstein adoptent généralement la position du procureur général du Manitoba et subsidiairement celle du procureur général du Canada.
Le procureur général du Manitoba prétend lui aussi que les règlements des organismes scolaires et municipaux ne sont pas soumis à cet article 133. Il admet que les mesures législatives émanant du gouvernement et les règlements d’organismes gouvernementaux le sont.
Le procureur général du Canada prétend que les règlements municipaux soumis à l’approbation gouvernementale sont visés par l’article 133, tout comme les règlements des organismes gouvernementaux.
L’intimé Laurier et l’intervenant Forest n’admettent pas que les règlements scolaires et municipaux ne soient pas soumis à cet article 133.

## Décision de la Cour
La Cour a conclu à l’unanimité que les pouvoirs législatifs délégués par la législature à un organisme constitutionnel sont une extension de son propre pouvoir législatif et que, de ce fait, les mesures législatives adoptées dans le cadre de cette délégation sont visées par l’article 133 de l’A.A.N.B.. Sont donc visés par cet article les règlements du gouvernement, d’un ministre ou d’un groupe de ministres. Sont également visés les règlements adoptés par le gouvernement et ayant pour effet de modifier des règlements d’organismes subordonnés. Les autres règlements, ceux de l’Administration et des organismes parapublics visés par la Charte de la langue française, doivent être considérés pareillement lorsqu’il est possible de conclure que ce sont des mesures édictées par le gouvernement, bref de la législation déléguée et non des règles ou directives de régie interne. C’est le cas lorsqu’un règlement est soumis à une approbation gouvernementale, mais pas lorsqu’il est soumis à un simple pouvoir de désaveu.
Par contre, comme le paragraphe (8) de l’article 92 de l’A.A.N.B. confère expressément aux provinces la compétence de faire des lois en matière municipale et que la multiplication des règlements municipaux était prévisible en 1867, le silence de l’article 133 de l’A.A.N.B. concernant ces règlements doit être interprété comme signifiant que l’intention des Pères de la Confédération était de ne pas les soumettre à cet article, même lorsqu’ils sont sujets à une approbation gouvernementale. La même chose est vraie pour les règlements des organismes scolaires, entre autres parce que l’A.A.N.B. explicite des garanties religieuses relatives à ces organismes, tout en étant silencieuse quant à la langue de leurs règlements.
Quant aux règles de pratique des tribunaux, leur statut bilingue au sens de l’article 133 peut être associé à une pratique continue qui remonte presque au début du Régime britannique. Dans ce contexte, la Cour juge que les rédacteurs de l’A.A.N.B. « ont dû penser » qu’elles étaient nécessairement visées par cet article. La Cour invoque aussi un argument de cohérence en remarquant que cet article confère aux plaideurs le droit de rédiger et de plaider en anglais ou en français et que ce droit serait limité si les règles de pratique étaient rédigées dans une seule des deux langues. Le même argument vaut aussi pour le droit des juges de s’exprimer dans l’une ou l’autre de ces langues. Enfin, sous prétexte de ne pas vouloir être trop formaliste, et considérant que la multiplication d’organismes non judiciaires investis du pouvoir de rendre la justice n’avait pas été prévue en 1867, la Cour étend l’obligation de bilinguisme de l’article 133 même aux règles de pratique des tribunaux quasi judiciaires.
Bref, l’arrêt Blaikie I a interprété très largement l’article 133, de manière à invalider le plus possible la Charte de la langue française, et l’arrêt Blaikie II s’inscrit dans sa foulée, tout en limitant quelque peu son élargissement possible.